# Santuario di Nostra Signora della Guardia (Ovada)

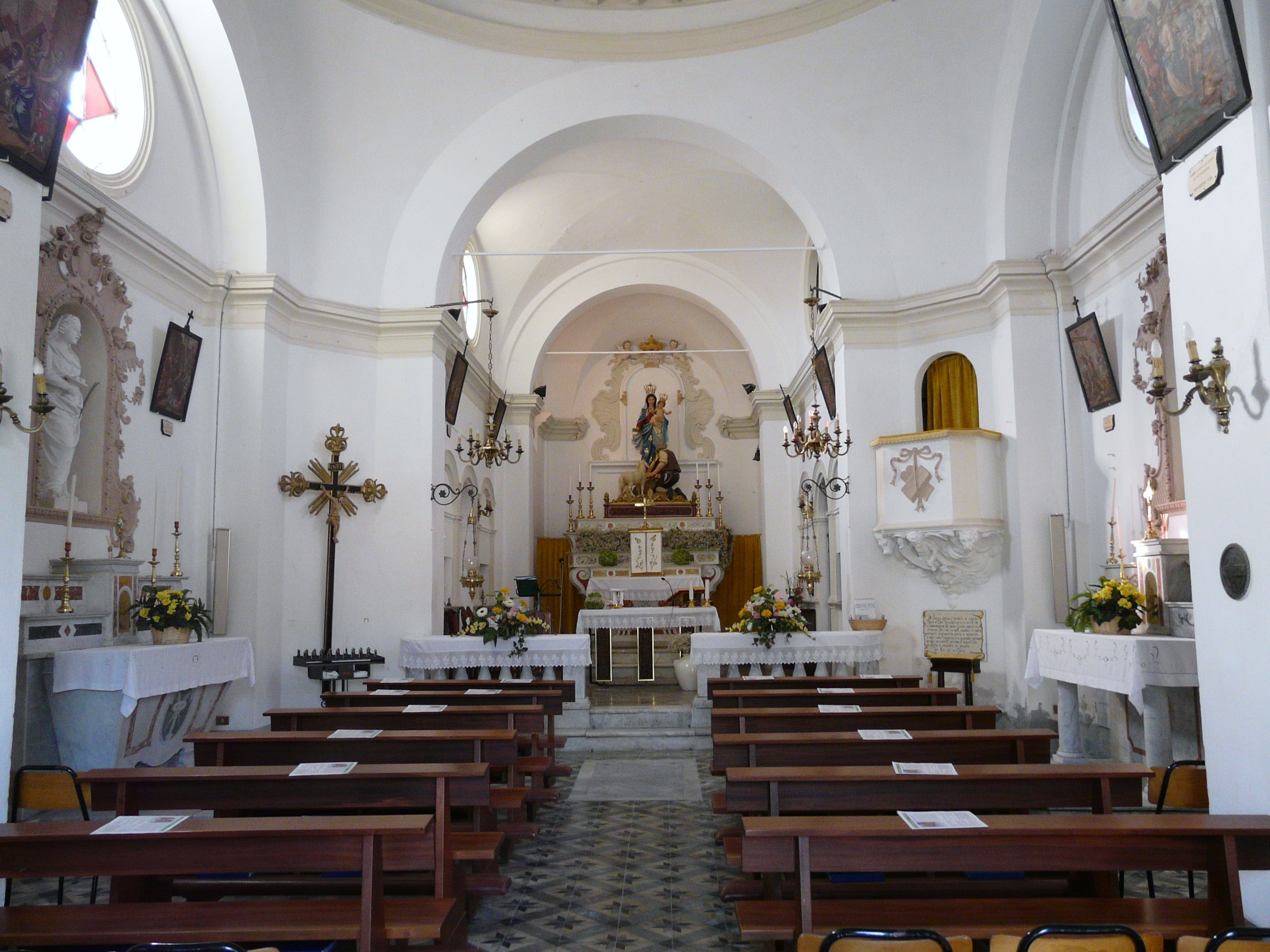
Gli interni del santuario.

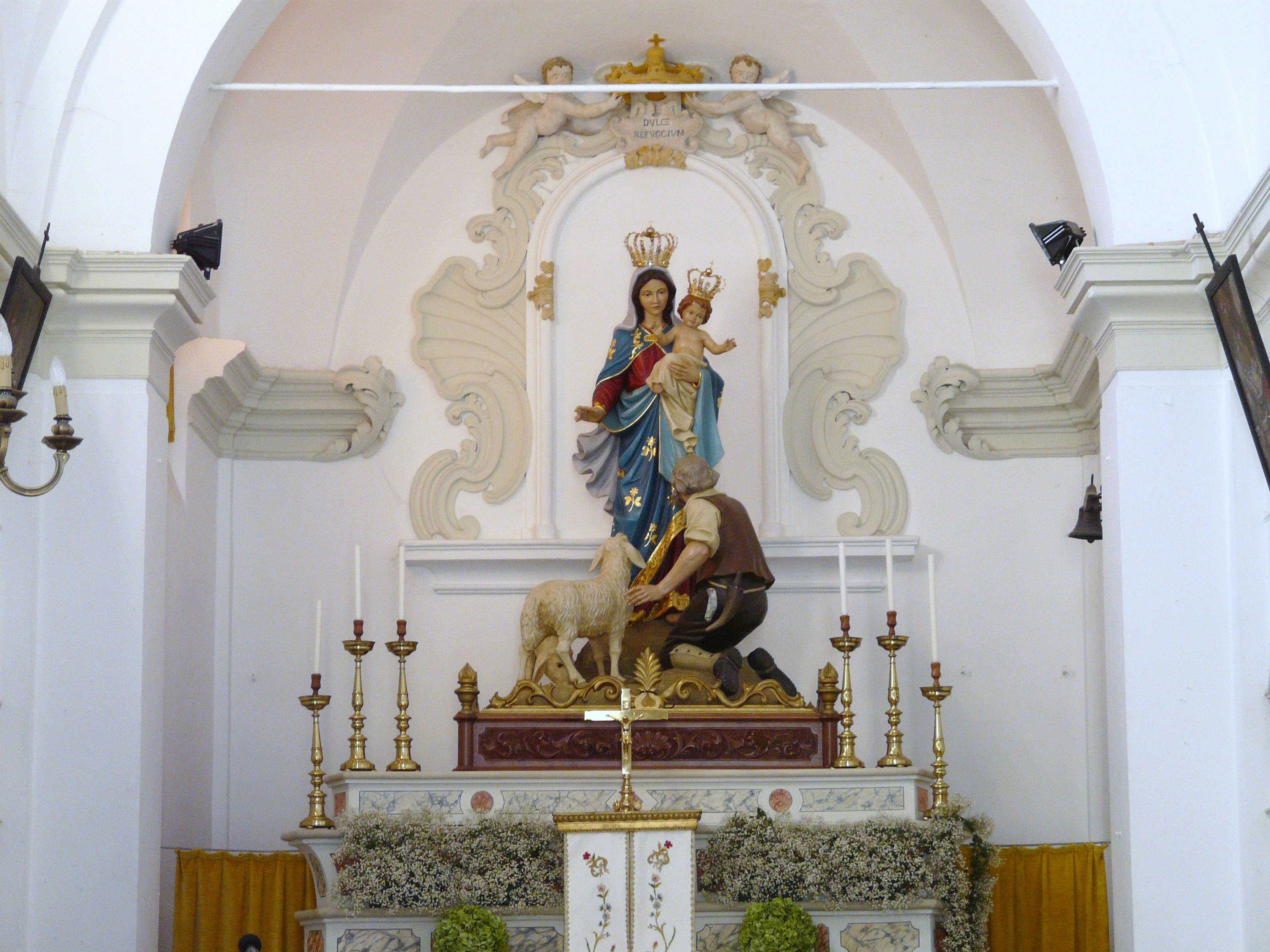
Un dettaglio dell'altare e della statua retrostante.

Il santuario di Nostra Signora della Guardia è un luogo di culto cattolico situato nel comune di Ovada, in provincia di Alessandria.
L'edificio è tutelato dalla soprintendenza di Cuneo e fa parte del Catalogo generale dei Beni Culturali del Ministero della cultura.

## Storia
Distante all'incirca quattro chilometri dal centro di Ovada, nella frazione di Grillano Guardia, il santuario fu eretto nel 1661 grazie a finanziamenti del nobile genovese Francesco Serra.
Successivamente entrò fra i possedimenti della famiglia Berchi. Nel XVIII secolo, fra il 1740 e il 1742, il notaro Gio Batta Berchi finanziò il restauro del complesso, con la creazione del coro e l'installazione dell'altare.
Il santuario fu nuovamente ristrutturato nella metà del 1800, su progetto dell'ingegnere Michele Oddini. Negli anni '90 del Novecento fu effettuato un nuovo restauro degli esterni con la rimozione della superficie intonacata di epoca più moderna e il ripristino della pietra originale.
In seguito alle misure di prevenzione connesse alla pandemia di COVID-19 in Italia, nel 2020 una petizione lanciata dalla parrocchia ha portato alla raccolta di quasi centomila firme per la riapertura delle funzioni di culto.
La festa del santuario è il 29 agosto, e nella settimana precedente vengono annualmente organizzati eventi, spettacoli, conferenze e la processione.

## Descrizione
La struttura è in pietra a spacco irregolare, con intarsi geometrici in laterizio. Il tetto è a coppi in laterizio.
La facciata è a capanna, con motivo a fasce. Al centro della facciata è simmetricamente collocato l'ingresso, sopra di esso un'apertura circolare a rosone, sovrastata a sua volta da una nicchia in cui è collocata una statua della Madonna con bambino. Ai lati, due monofore con arco a sesto acuto. Sul lato posteriore destro della struttura svetta il campanile, con cuspide ottagonale. Alle estremità sommitali dei due lati del tetto insistono due ulteriori statue.
La navata è poligonale con copertura a botte unghiata, su una volta.
Internamente la pavimentazione è decorata a motivi geometrici. Lateralmente sono posti due altari in marmo, sovrastati da due nicchie con statue. Sul latro anteriore destro della navata è collocato un pulpito decorato a stucchi e con drappeggio ocra. Nel presbitero, contornato da balaustra in marmo, è collocato l'altare maggiore, anch'esso in marmo.
Stucchi e fregi decorano i vari elementi degli interni. Dietro all'altare centrale è posta una statua affrescata di Madonna con bambino e pastore inginocchiato; alle spalle, in posizione sopraelevata, un decoro a stucco con corona e due putti.
Due lampadari maggiori a forma di candelabro sovrastano il presbitero, in sintonia stilistica con altre illuminazioni a parete di simile foggia.